# بحارة أولاد عياد
بحّارة أولاد عيّاد قرية مغربية بإقليم القنيطرة الساحلي، شمالي الرباط. تضم بلدة بحّارة أولاد عيّاد 20.419 نسمة (إحصاء 2004).